# Fauré Inlet
Das Fauré Inlet ist eine vereiste Bucht an der Südküste der Monteverdi-Halbinsel auf der westantarktischen Alexander-I.-Insel.
Die US-amerikanischen Polarforscher Finn Ronne und Carl R. Eklund (1909–1962) entdeckten sie bei der United States Antarctic Service Expedition (1939–1941). Das UK Antarctic Place-Names Committee benannte sie 1977 nach dem französischen Komponisten Gabriel Fauré (1845–1924).